# Tube de Pitot

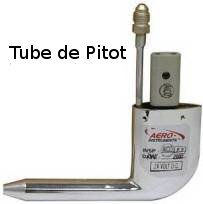
Tube de Pitot.

Un tube de Pitot (ou simplement Pitot) est l'un des éléments d'un système de mesure de vitesse des fluides. Il doit son nom au physicien français Henri Pitot qui proposa en 1732 un dispositif de mesure de la vitesse des eaux courantes et de la vitesse des bateaux.
En aéronautique, un Pitot mesure la pression totale au sein du circuit de pression statique et totale et permet de déterminer la vitesse relative de l'aéronef par rapport à son environnement.

## Principe physique de l’invention d’Henri Pitot

Jaillissement en hauteur de l’eau d’un torrent sur un obstacle.

Le principe physique du tube de Pitot, dans un courant d’eau, se comprend facilement si l'on songe qu’une particule de fluide qui est dotée d’une certaine vitesse dispose, du fait de cette vitesse, d’un élan qui peut lui permettre de monter à une certaine hauteur.
Depuis Galilée et ses recherches sur la chute des corps, on sait qu’avec une vitesse initiale verticale {\displaystyle V}, la particule en question montera à une hauteur h indépendante de sa masse et telle que :
{\displaystyle h={\frac {V^{2}}{2g}}}
avec {\displaystyle g} la gravité terrestre (ceci en négligeant la traînée aérodynamique).
Il en est de même pour une particule d’eau dotée d’une vitesse {\displaystyle V} quasi horizontale, pourvu que le changement de direction de sa trajectoire soit sans trop de dissipation d’énergie (en lui présentant une sorte de tremplin).
Ainsi lorsque l’on trempe sa main dans le courant d’un torrent (comme sur l’animation ci-contre), on observe bien que l’eau monte à une certaine hauteur.
Pour vérifier que la hauteur atteinte par l’eau de cette façon est bien égale à {\displaystyle h={\frac {V^{2}}{2g}}} , Henri Pitot a procédé d’une façon astucieuse : dans la première expérience qu’il a improvisée lorsque lui est venue l’idée de sa « machine pour mesurer la vitesse des eaux courantes et le sillage des vaisseaux », il a remplacé la main par un simple tuyau de verre coudé placé face au courant, permettant alors de minimiser les pertes d’énergie. En effet, les particules d’eau dans le tube de verre voient très vite leur vitesse s’annuler (après stabilisation de la colonne d’eau en hauteur), ce qui évite les pertes d’énergie par frottement visqueux. Il s'agissait pour Henri Pitot d'une rapide expérience probatoire ; dans ses expériences ultérieures il utilisera toujours deux tubes, un pour la mesure de la pression totale et un pour la mesure (approchée) de la pression statique.
Dans le cas de ce tube de Pitot, la hauteur h atteinte par l’eau dans le tube est bien : 
{\displaystyle h={\frac {V^{2}}{2g}}}
avec {\displaystyle V} la vitesse du courant face à l’entrée du tube et {\displaystyle g} la gravité terrestre.
Ainsi, on peut théoriquement déduire la vitesse du fluide grâce à la hauteur atteinte par celui-ci dans la colonne : 
{\displaystyle V={\sqrt[{}]{2gh}}}
Mais pour plus de commodité il suffit de graduer le tube directement en unités de vitesse.
Le travail de Pitot était entièrement empirique, à son époque la théorie de la mécanique des fluides n'étaient pas assez développée pour comprendre ce qui se passait comme on peut le faire aujourd'hui (cf. Calcul de la vitesse).

## Historique

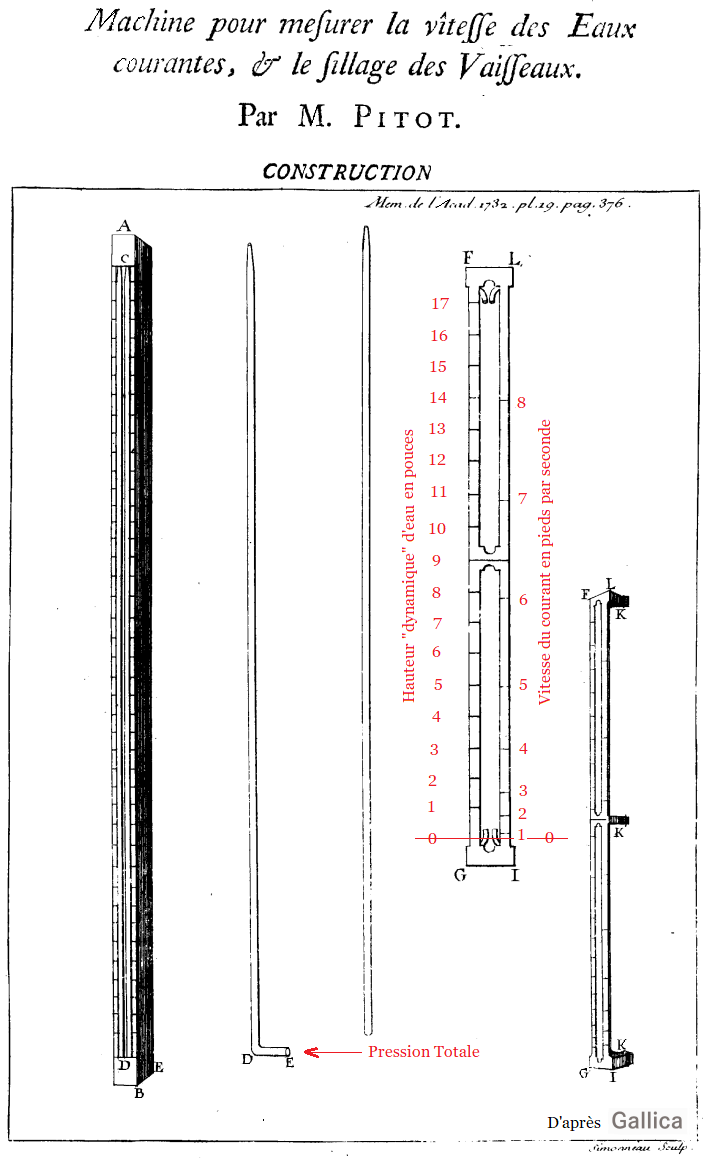
Tube d'Henri Pitot (dessin original de son mémoire à l'Académie des Sciences)

Le tube de Pitot doit son nom au physicien français Henri Pitot (1695-1771) qui fut le premier en 1732 à proposer une « machine pour mesurer la vitesse des eaux courantes et le sillage des vaisseaux »,. Cette machine est constituée, comme nos modernes sondes de Pitot-statique, de deux tubes : l'un captant la Pression totale au point de mesure, et l'autre tendant à capter la Pression statique au même point (ou plutôt en un point très proche).
Cependant, si le premier trou, placé face au courant, captait bien la pression totale,, le deuxième trou (au bout du tube de verre non coudé) captait ’’à peu près’’ la pression statique locale. Plus exactement il la captait avec trop peu de précision (à cause du phénomène de ventilation de l’aval du prisme par son extrémité (voir l’article Ventilation de l'aval du cylindre).
Si la mesure de la pression totale est assez aisée,, on doit reconnaître que la difficulté des dispositifs de mesure de la vitesse d’un courant liquide ou gazeux en un point donné est surtout de mesurer la bonne pression statique existant à ce même point. C'est sur cette question que le tube de Pitot évoluera le plus dans les deux siècles qui suivront son invention.
Muni de sa machine, Henri Pitot a néanmoins effectué quelques mesures de vitesse de la Seine à Paris et, au vu de ses résultats, pressenti l'existence d'une couche limite le long des berges et du fond des fleuves,,.
Richard W. Johnson décrit ainsi ces mesures, dans son ouvrage Handbook of Fluid Dynamics :
"En 1732, entre deux piliers d’un pont sur la Seine à Paris, [Henri Pitot] utilisa [son] instrument pour mesurer la vitesse du courant à différentes profondeurs. La présentation de ses résultats à l’Académie, plus tard la même année, revêt une importance plus importante que celle du tube de Pitot lui-même : Les théories contemporaines, basées sur l’expérience de quelques ingénieurs italiens, prônaient que la vitesse du courant à une certaine profondeur d’une rivière était proportionnelle à la masse d’eau coulant au-dessus du point de mesure ; donc la vitesse du courant était vue comme augmentant avec la profondeur. Pitot apportait la preuve, grâce à son instrument, qu’en réalité la vitesse du courant diminuait avec la profondeur."
Richard W. Johnson met également en perspective historique l'invention d'Henri Pitot de la façon suivante :
"[…] Le développement du tube de Pitot en 1732 constitue un progrès substantiel dans la dynamique des fluides expérimentale. Cependant, en 1732, Henri Pitot ne pouvait profiter de l’existence de l’équation de Bernoulli qui ne fut obtenue par Euler que 20 ans plus tard  (14 ans après la publication de  "Hydrodynamica" par Daniel Bernoulli). Le raisonnement de Pitot quant au fonctionnement de son tube était donc purement intuitif et sa démarche (par mesure de la différence entre la pression totale au point d’arrêt et la pression statique) typiquement empirique. Comme discuté par Anderson (1989), l’application de l’équation de Bernoulli au tube de Pitot afin de tirer des deux pressions mesurées la pression dynamique (puis la vitesse de l’écoulement) ne fut pas présentée avant 1913 par John Airey de l’Université du Michigan. […] Il avait donc fallu deux siècles pour que l’invention magistrale de Pitot fût incorporée dans la Dynamique des Fluides comme un outil expérimental viable…"
Plus d'un siècle après les premières mesures d'Henri Pitot, le concept de tube de Pitot a été repris et amélioré par l'ingénieur français Henry Darcy.
En 1909, Heinrich Blasius a publié un article en allemand, où il relatait sa mise à l’épreuve, dans un courant d'eau, d'une dizaine de dispositifs à deux points de captation qui étaient déjà utilisés par l’Institut Expérimental de Génie Hydraulique et de Construction Navale de Berlin. Dans cet article il constatait que beaucoup de ces dispositifs péchaient par leur mauvaise mesure de la pression statique. Au demeurant, le désir des premiers Mécaniciens des Fluides était de mesurer ‘‘et’’ pression totale ‘‘et’’ pression statique exactement au même point (ce qui aurait permis d’établir facilement en soufflerie la distribution des vitesses sur les corps). Or le tube mesurant la Pression totale modifie forcément l’écoulement local par sa présence, aussi n’est-il pas possible de mesurer au même point (et au même instant) la pression statique. Ludwig Prandtl, au moment même où Blasius effectuait ses mesures à Berlin (en 1908), utilisait avec beaucoup de succès dans sa soufflerie de Göttingen un tube de Pitot-statique combiné maintenu face à l’écoulement par l’effet girouette d’un empennage. Ce tube de Pitot-statique combiné qui sera vite nommé ‘‘antenne de Prandtl’’ mesurait la pression statique (avec ~1,5 % d’erreur) à 3 diamètres du tube en arrière du point d'arrêt où était mesurée la pression totale.

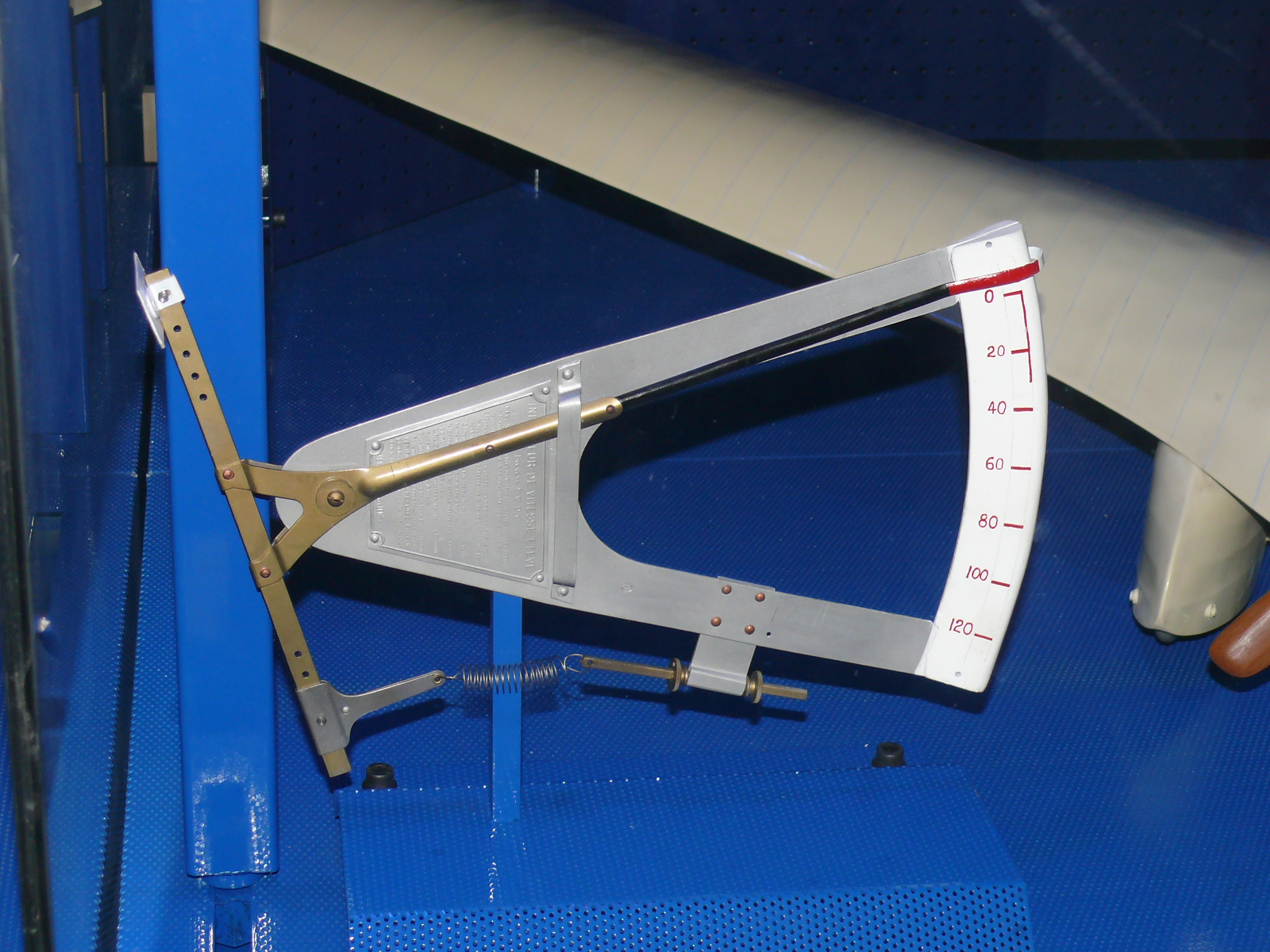
Anémomètre à palette Étevé.

En aéronautique, l'antenne de Prandtl a alors pris la succession du système Étévé qui mesurait la vitesse par le recul élastique d'une petite palette placée sur une aile (image ci-contre).

Assez rapidement, cependant, Prandtl a modifié la forme première de son antenne en remplaçant son nez en demi corps 3D de Rankine, par un nez hémisphéro-cylindrique plus facile à reproduire (image ci-dessous).
Dans les applications ultérieures de l’antenne de Prandtl (ou tube de Pitot-statique combiné), applications destinées à la mesure de vitesse des aéronefs, la distance entre le point d'arrêt où est captée la pression totale et le trou (ou les trous) où est captée la pression statique n’a fait qu’augmenter : l’antenne était placée dans une zone où l’écoulement était libre de toute influence de l’aéronef (par exemple suffisamment en avant du nez du fuselage ou du bord d’attaque de l’aile), de sorte que la pression statique de l’écoulement était à peu près la même au point d’arrêt et au trou de captation de cette pression statique.
Dans la pratique actuelle des avionneurs (en ce qui concerne les avions commerciaux subsoniques) l’antenne de Prandtl est abandonnée au profit de capteurs de Pitot simples (mesurant la pression totale juste à l’extérieur de la couche limite), la pression statique étant mesurée par des trous sur la paroi du fuselage à la même abscisse (depuis le nez du fuselage) que le trou de mesure du tube de Pitot simple : ces deux mesures se font dans un des six emplacements privilégiés indiqués sur le schéma ci-dessous.

## Antenne de Prandtl

Nomenclature des tubes de Pitot. Le tube de Pitot simple mesure la pression totale ; la sonde statique mesure la pression statique ; la version combinée est l'antenne ou tube de Prandtl ou tube de Pitot statique qui permet la mesure de la pression dynamique.

Une antenne de Prandtl (de) (du nom de Ludwig Prandtl) est un tube Pitot-statique combiné. Il est constitué de deux tubes coaxiaux dont les orifices, en communication avec le fluide dont on veut mesurer la vitesse, sont disposés de façon particulière :
- Le tube intérieur est parallèle à l'écoulement du fluide, et est ouvert en son bout, face au flux. La pression à l'intérieur de celui-ci est donc la pression totale, somme de la pression statique et de la pression dynamique;
- Le tube extérieur s'ouvre perpendiculairement à l'écoulement du fluide. La pression à l'intérieur de ce tube tend donc à être égale à la pression ambiante ou pression statique de l'écoulement[19].

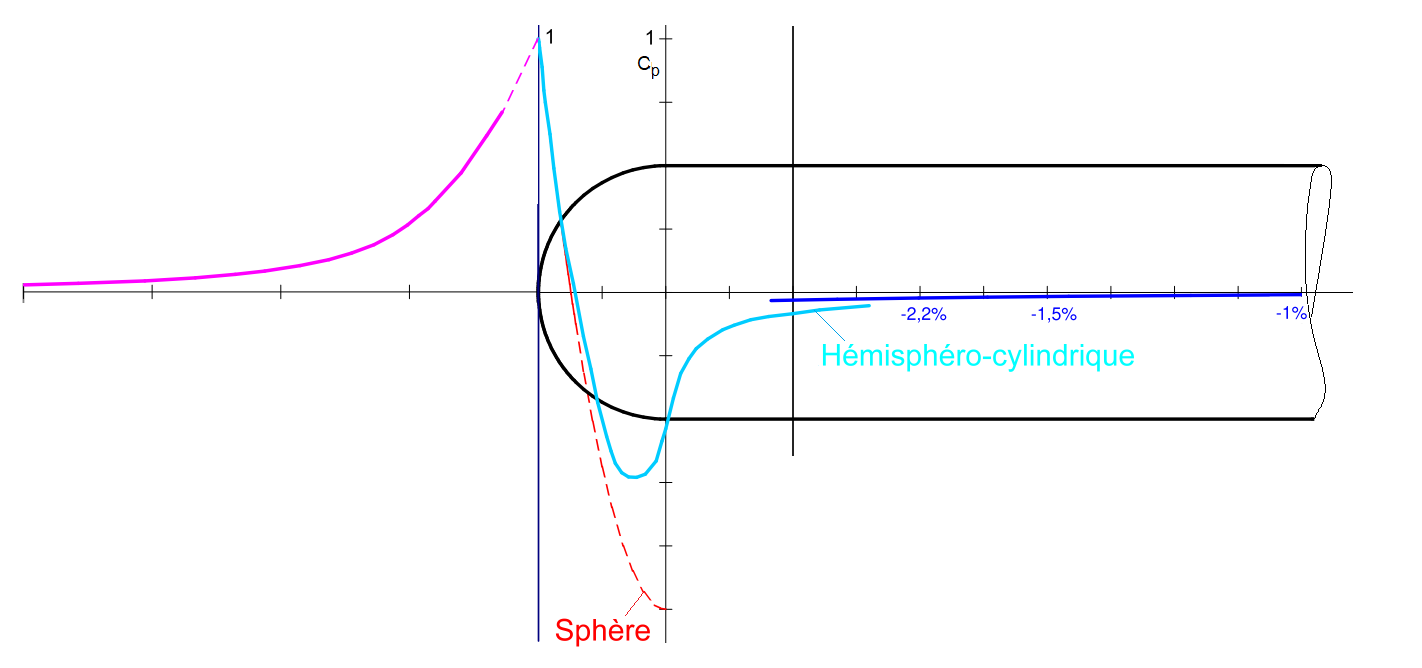
Distribution des en amont et sur le tube de Pitot-statique combiné hémisphéro-cylindrique.

Un manomètre mesure la différence de pression entre les deux tubes, c'est-à-dire la pression dynamique, et permet donc de calculer la vitesse d'écoulement du fluide autour du tube. En aéronautique, cette vitesse correspond à celle du vent relatif autour de l'aéronef, vitesse qui est une des informations primordiales pour le pilote qui doit toujours maintenir son appareil au-dessus de sa vitesse de décrochage et au-dessous de sa vitesse maximale. La connaissance de la vitesse du vent relatif permet en outre, si l'on sait la vitesse du vent météo à la même altitude, de calculer la vitesse par rapport au sol et la consommation de l'aéronef.

## Calcul de la vitesse

### Terminologie
Le Pitot capte la pression totale qui est générée par l'effet conjoint de la pression atmosphérique et de la pression résultant de la vitesse du vent sur le capteur (ou pression dynamique).
La prise statique (combinée ou non avec le Pitot) capte la pression statique qui est la pression atmosphérique au sens habituel du terme.
Le manomètre mesure la différence entre ces deux pressions, à savoir la pression dynamique, et la convertit en vitesse indiquée. Cette vitesse diffère de la vitesse propre (qui augmente avec l'altitude) et de la vitesse sol (qui subit l'influence du vent).

### Cas de l'écoulement incompressible

Principe de fonctionnement de l'antenne de Prandtl : le tube de Pitot sur le front de l'écoulement fournit la pression totale P_{t}, une prise située latéralement fournit la pression statique ; un manomètre différentiel fournit la différence des deux, c'est-à-dire la pression dynamique.

Dans le cas d'un écoulement incompressible (c'est-à-dire en régime subsonique pour un nombre de Mach inférieur à 0,3), le calcul de la vitesse est effectué par application du théorème de Bernoulli. Dans l'air, il est possible de négliger le terme z, ce qui donne une relation directe entre la vitesse et la pression dynamique pt -ps que l'on mesure avec un capteur de pression ou un simple manomètre :
{\displaystyle {\tfrac {1}{2}}\rho v^{2}+p_{s}=p_{t}\Rightarrow {v^{2}}={2(p_{t}-p_{s}) \over \rho }}
v = vitesse (en m/s)
ps = pression statique (en Pa ou N/m²)
pt = pression totale (en Pa ou N/m²)
ρ = masse volumique du fluide (en kg/m³, 1,293 pour l'air au niveau de la mer)

### Cas de l'écoulement compressible
Dans le cas d'un écoulement compressible (nombre de Mach supérieur à 0,3), il faut utiliser la formulation du théorème de Bernoulli étendue aux écoulements compressibles. En négligeant la différence d'altitude z, la relation suivante est utilisée pour calculer le nombre de Mach :
{\displaystyle {\frac {p_{t}}{p_{s}}}=\left(1+{\frac {\gamma -1}{2}}M^{2}\right)^{\frac {\gamma }{\gamma -1}}}
M = nombre de Mach
pt = pression totale
ps = pression statique
γ = rapport des capacités calorifiques du fluide Cp/Cv.
En pratique, on ne s'intéresse plus à la mesure de la pression dynamique définie comme pt - ps ; les systèmes conçus pour cette gamme de vitesse mesurent les pressions statique et totale séparément et communiquent les valeurs à un calculateur.

## Applications

### Marine
Le tube de Pitot a été un des systèmes de loch utilisé sur les navires, conformément aux prescriptions d'Henri Pitot dans son mémoire à l'Académie royale,. Il est souvent placé sous la quille et est calibré lors d'un essai de vitesse. La mesure de la vitesse d'un bateau utilisant une mesure de pression peut remonter aux expériences de Charles Grant, vicomte de Vaux (1807), plus tard amélioré par le révérend Edward Lyon Berthon (1849), qui combine dans un seul système la mesure statique et dynamique. Ce système fut abandonné en raison de difficultés pour conserver les tubes propres dans le milieu marin (algues, etc.).

### Aéronautique
En aéronautique, le tube Pitot est l'un des éléments constitutifs du système anémobarométrique. Avec la prise statique, il permet à l'anémomètre (un manomètre différentiel) de mesurer la vitesse indiquée. Il peut être indépendant ou faire partie d'une sonde combinée avec une prise statique et une sonde d'incidence. Il peut y avoir deux ou trois sondes indépendantes de façon à assurer une redondance.
Les pitots sont installés en des endroits variés, là où l'écoulement de l'air n'est pas perturbé, sensiblement parallèles à l'écoulement local, de façon à obtenir à l'orifice du tube un coefficient de pression proche de 1, c'est-à-dire une vitesse presque nulle. Sur un monomoteur à hélice, il est placé sous l'intrados de l'aile pour ne pas subir le souffle de l'hélice. Sur un bimoteur, ou un avion à réaction, il est souvent fixé sur le nez. Sur un planeur, il y a généralement un pitot à la pointe avant du fuselage et un autre sur une antenne à l'avant de la dérive.
Les sondes combinées pitot/statique/incidence, comme les prises statiques ou de pression totale, sont en général placées sur le côté du fuselage, là où la pression locale est la plus proche possible de la pression statique à l'infini (la pression atmosphérique) à toutes les incidences usuelles (soit une vitesse locale de l'air proche de celle de l'avion soit encore un coefficient de pression {\displaystyle C_{p}} proche de 0. Ces emplacements particuliers sont sur les six verticales bleues dans le schéma ci-dessous). La position 1 est utilisée lors des essais d'un prototype (au bout d'une longue antenne). Pour réduire l'effet d'un éventuel dérapage, les prises statiques droite et gauche peuvent être reliées entre elles. La photo de l'Embraer ci-dessous montre une tube de Pitot à la position 2 (fréquemment utilisée). Noter que le tube est orienté parallèlement à l'écoulement local (donc parallèlement au fuselage) ; il est aussi à l'extérieur de la couche limite.
Le Pitot est le plus souvent équipé d'un réchauffage électrique pour éviter son obstruction par accumulation de givre. Au sol, il est recouvert d'une protection évitant notamment qu'un insecte y pénètre.

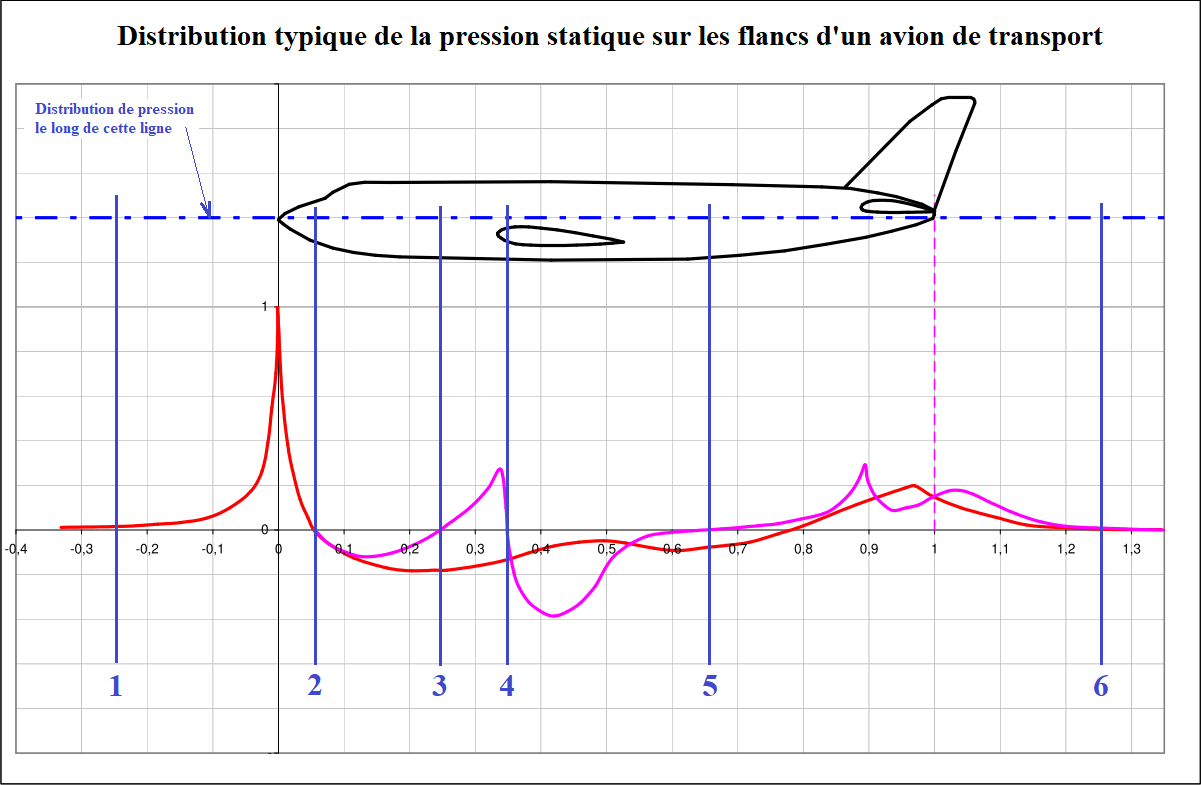
Courbe typique de la pression statique sur les flancs d'un fuselage.
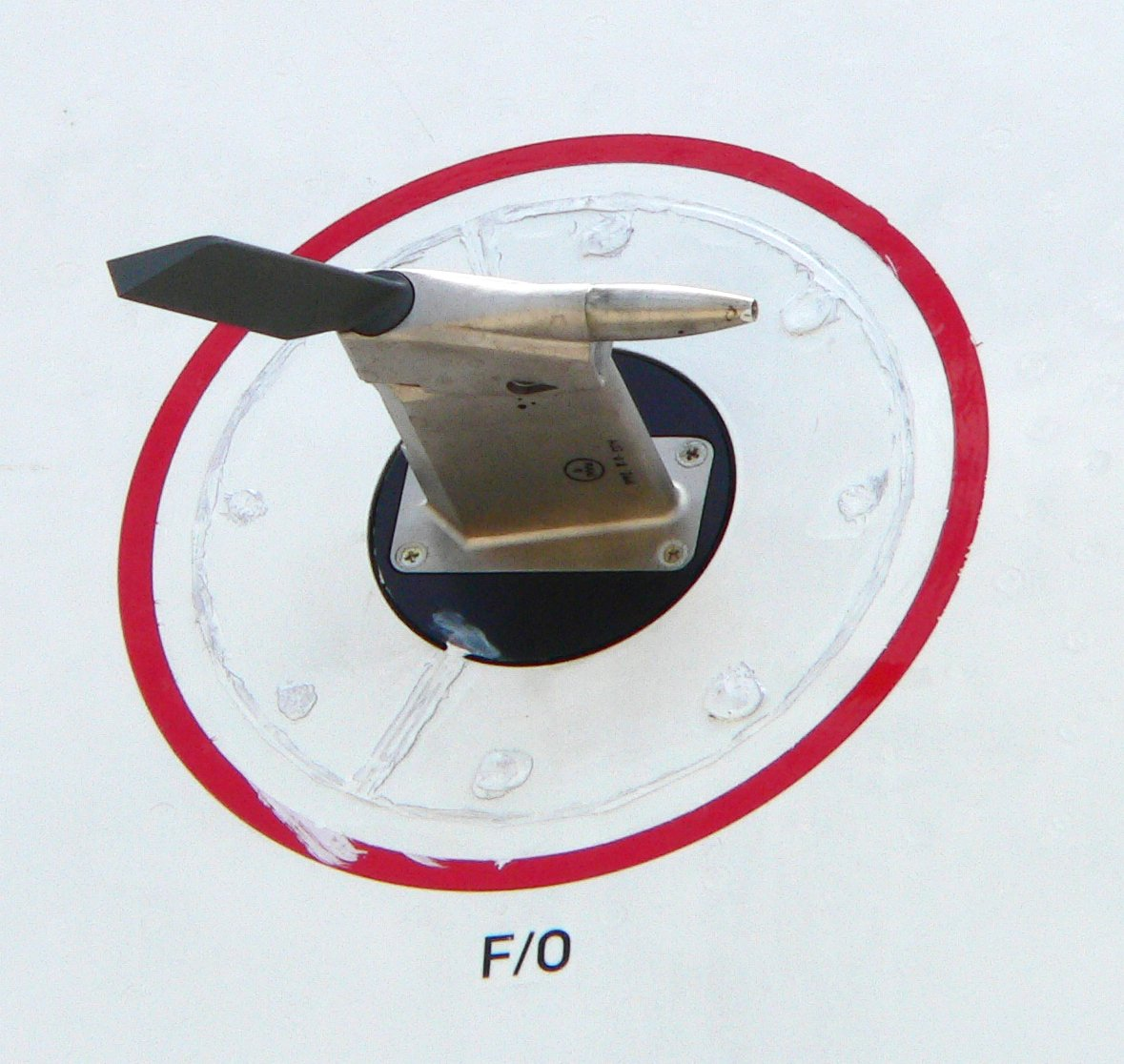
Tube Pitot sur une sonde combinée d'anémométrie et d'incidence d'Airbus A380 (côté copilote)
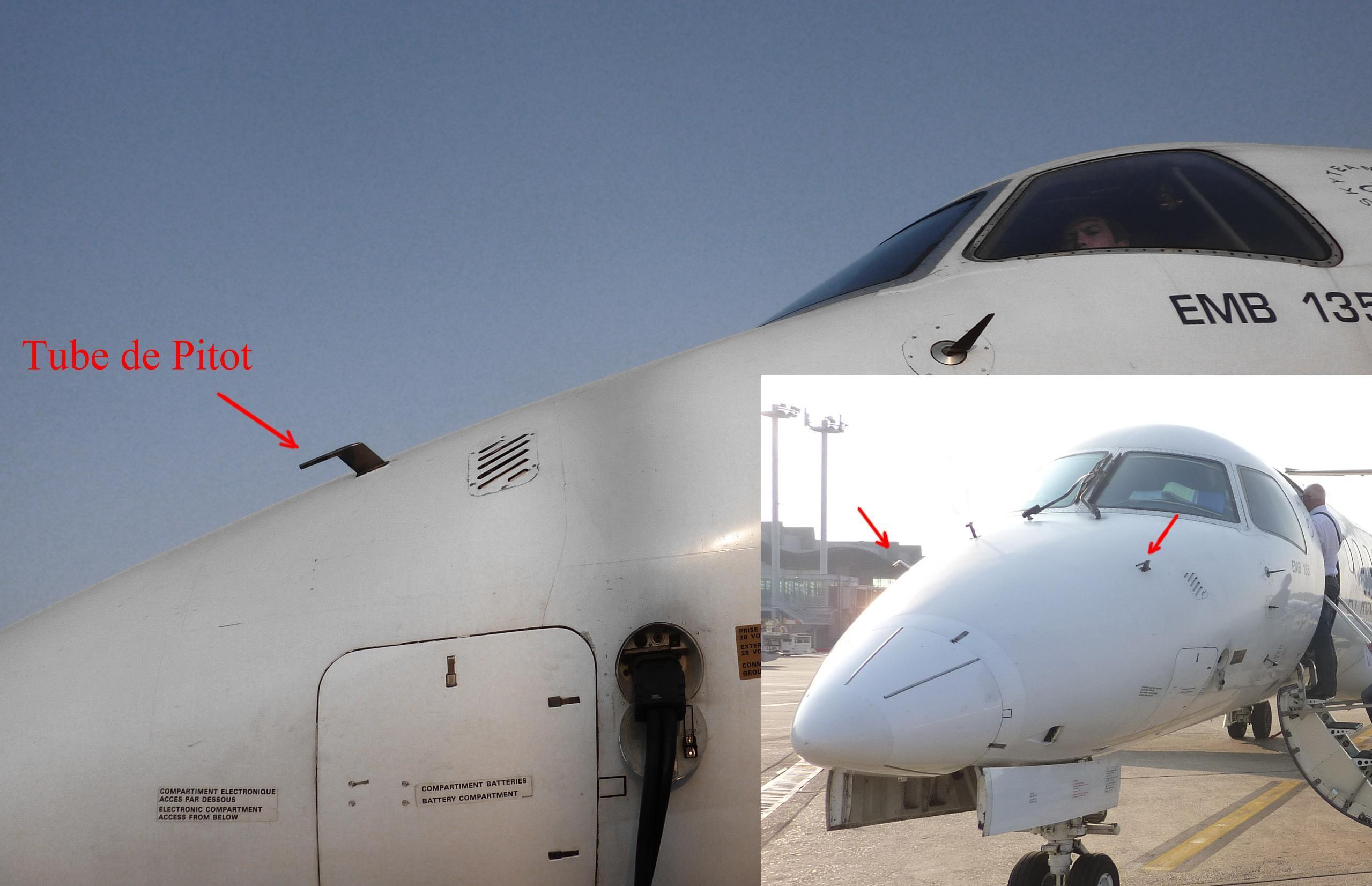
Tube de Pitot sur le nez d'un Embraer ERJ 135

#### Designs particuliers

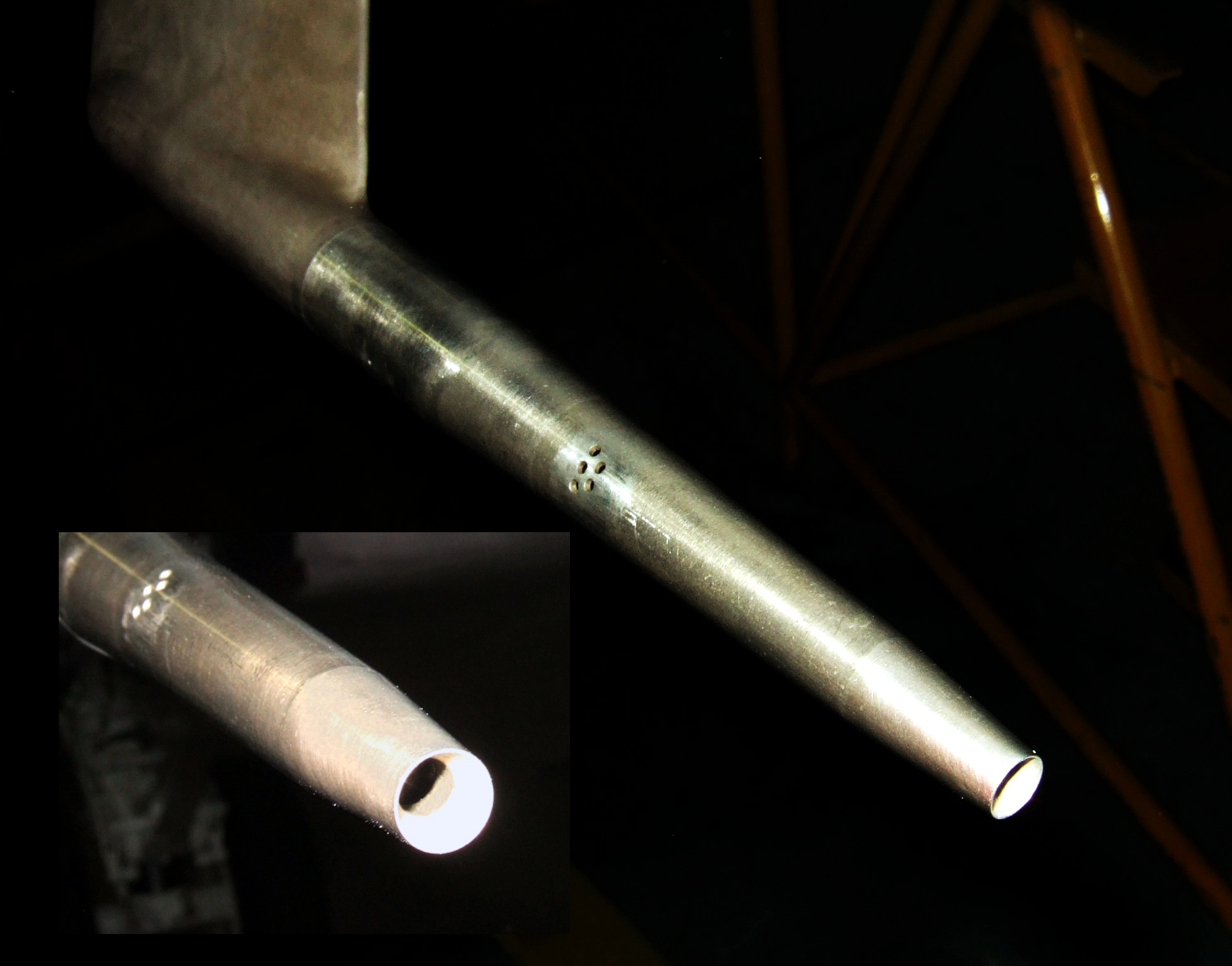
Tube de Pitot élargi à son nez équipant un McDonnell Douglas F/A-18 Hornet.

Dans le cas des avions de chasse, les vitesses élevées et les angles auxquels l'avion peut se déplacer font que des formes spéciales de tubes ont été développées, soit présentant plusieurs ouvertures, soit présentant un tube élargi et un tube plus fin au centre, ce dernier seulement servant à la mesure de la pression dynamique.
Par principe, les systèmes à tubes de Pitot ne fournissent de mesure que s'ils sont placés en face de l'écoulement. Pour les cas où la vitesse perpendiculaire au plan de l'appareil doit être mesurée, des sondes anémoclinométriques peuvent être utilisées ; certains modèles sont basées sur un tube de Pitot, présentant plusieurs ouvertures (5 ou 7). La comparaison des pressions provenant de chaque tube permet de déterminer l'angle et la vitesse de l'écoulement.

#### Des tubes de Pitot de toutes les formes
Blasius notait déjà, en 1909, alors qu’il mettait à l’épreuve des tubes de Pitot très différents de celui de Prandtl (tube de Pitot de Prandtl qui allait constituer le premier standard) :
« Néanmoins, pour ces modèles de tubes de Pitot [très différents du modèle de Prandtl], les lois de la Mécanique des fluides font qu’il y a toujours proportionnalité entre la différence de pression aux deux ouvertures et la pression dynamique réelle de l’écoulement [{\displaystyle {\frac {1}{2}}\rho _{\infty }v_{\infty }^{2}}] »
Dans son texte, il constate cependant que ces lois de la Mécanique des fluides ne sont pas toujours respectées puisque, nous le savons à présent, le Nombre de Reynolds intervient parfois pour modifier assez radicalement un écoulement. Mais Blasius ne pouvait que pressentir la cause de ces changements d’écoulement puisque le Nombre de Reynolds ne s’était pas encore installé à sa place éminente au-dessus de toute la Mécanique des fluides (voir à ce propos l'article Crise de traînée).

Au demeurant, dans certaines plages du nombre de Reynolds, il peut être considéré que l’écoulement sur certains corps ne varie pas de façon significative, c.-à-d. que la distribution des coefficients de pression {\displaystyle C_{p}} à la surface de ces corps reste constante.
Si les {\displaystyle C_{p}} de deux points donnés, par exemple, sont constants dans cette plage de Reynolds, leur différence l’est aussi, c'est-à-dire que l’on peut écrire : {\displaystyle C_{p1}-C_{p2}=Cste}.

Si l’on se réfère à la définition des coefficients de pression, à savoir :
{\displaystyle C_{p}={p-p_{\infty } \over {\frac {1}{2}}\rho _{\infty }v_{\infty }^{2}}}
où :
p est la pression statique mesurée au point considéré,
{\displaystyle p_{\infty }} la pression statique de l’écoulement (c.-à-d. à l’écart des perturbations créées par le corps),
{\displaystyle v_{\infty }} la vitesse de l’écoulement loin du corps,
{\displaystyle \rho _{\infty }} la masse volumique du fluide.
, on peut transformer le libellé {\displaystyle C_{p1}-C_{p2}=Cste} en :
{\displaystyle p_{1}-p_{2}=q\;Cste}
égalité où {\displaystyle p_{1}} et {\displaystyle p_{2}} sont les pressions statiques mesurée sur le corps au point {\displaystyle 1} et {\displaystyle 2} et ou {\displaystyle q} est la pression dynamique de l’écoulement {\displaystyle {\frac {1}{2}}\rho _{\infty }v_{\infty }^{2}}.

Cette dernière égalité gagne à être transformée en :
{\displaystyle q={p_{1}-p_{2} \over Cste}}
Ce qui signifie que, dans la plage de Reynolds considérée, connaissant {\displaystyle p_{1}} et {\displaystyle p_{2}} (la pression statique en deux points différents du corps), on peut déterminer la Pression dynamique {\displaystyle q} de l’écoulement et donc la vitesse {\displaystyle v_{\infty }} de cet écoulement.

Dans la pratique, évidemment, on aura intérêt à ce que les pressions {\displaystyle p_{1}} et {\displaystyle p_{2}} soient les plus différentes possibles de sorte qu'un manomètre puisse facilement mesurer leur différence.

Ci-dessous ont été regroupées un certain nombre d'applications du principe physique démontré ci-dessus.

#### Pitot-venturi

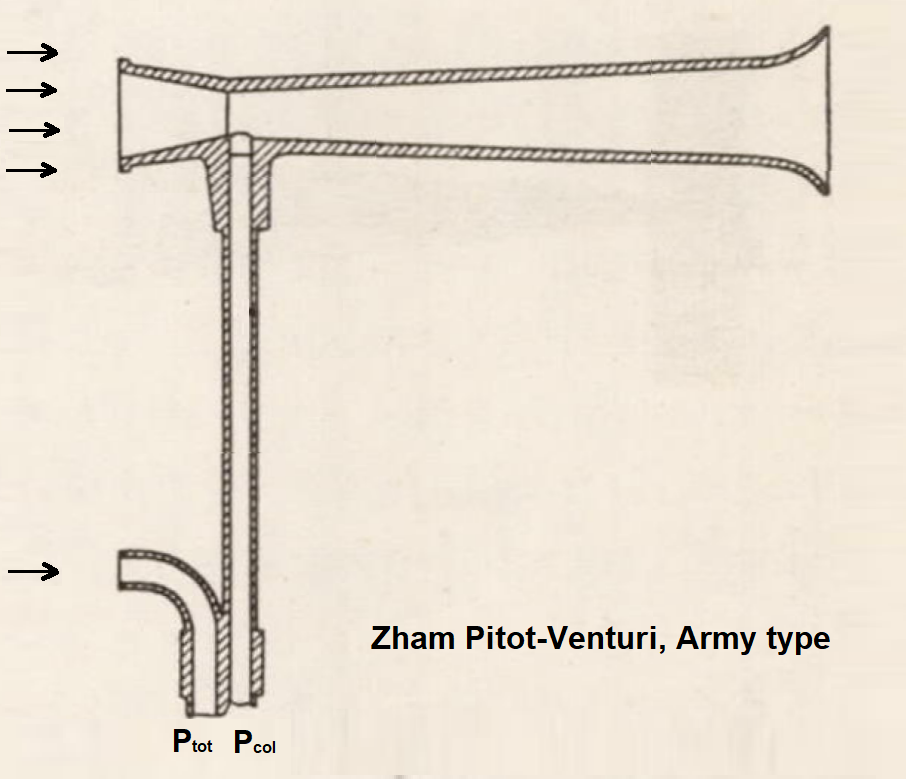
Tube de venturi Zham pour la mesure de la vitesse des aéronefs

Historiquement, les dispositifs anémométriques à venturi ont été les premiers à utiliser ce principe (image ci-contre). Un venturi peut être considéré comme un organe déprimogène qui crée une forte diminution de la pression statique absolue à son col.
La pression statique absolue {\displaystyle P_{col}} au col du venturi est donc plus faible que la pression statique absolue de l’écoulement {\displaystyle P_{\infty }}.
En conséquence, si l’on utilise cette pression statique absolue au col {\displaystyle P_{col}} à la place de la pression statique absolue de l’écoulement loin du corps {\displaystyle P_{\infty }} dans la classique différence {\displaystyle P_{tot}-P_{\infty }} (qui, pour le tube de Pitot donne la pression dynamique) on retranche de la pression totale une quantité plus faible ce qui fait que le résultat est plus fort.
Comme cette différence {\displaystyle P_{tot}-P_{\infty }} est mesurée automatiquement par un manomètre différentiel, ce dernier appareil est attaqué par une différence plus forte, donc sa sensibilité peut être moins grande.
Les mesures en soufflerie montrent que la pression relative au col {\displaystyle P_{col}-P_{\infty }} peut descendre, pour un venturi simple, jusqu'à -5 ou -6 fois la pression dynamique {\displaystyle q=P_{tot}-P_{\infty }} de l'écoulement et -13,6 fois pour un venturi double,.
Sur l’image ci-contre, le manomètre différentiel est connecté au trou captant la pression absolue {\displaystyle P_{col}} au col du venturi et à un trou de pression totale {\displaystyle P_{tot}} faisant classiquement face à la route.

Ce type de dispositif à venturi a été utilisé à une époque où les manomètres à membrane métallique n'étaient pas assez sensible pour les faibles vitesses (celles des planeurs et avions lents), mais n'a plus d'utilité de nos jours, d’autant plus que le givre peut notablement modifier l’écoulement interne dans le venturi.
En France, c’était le fabricant Raoul Badin qui produisait ces appareils de mesure de vitesse, de sorte que le terme badin est devenu synonyme de ‘‘vitesse’’ dans le langage aéronautique.

#### Pitotmètres à cylindre

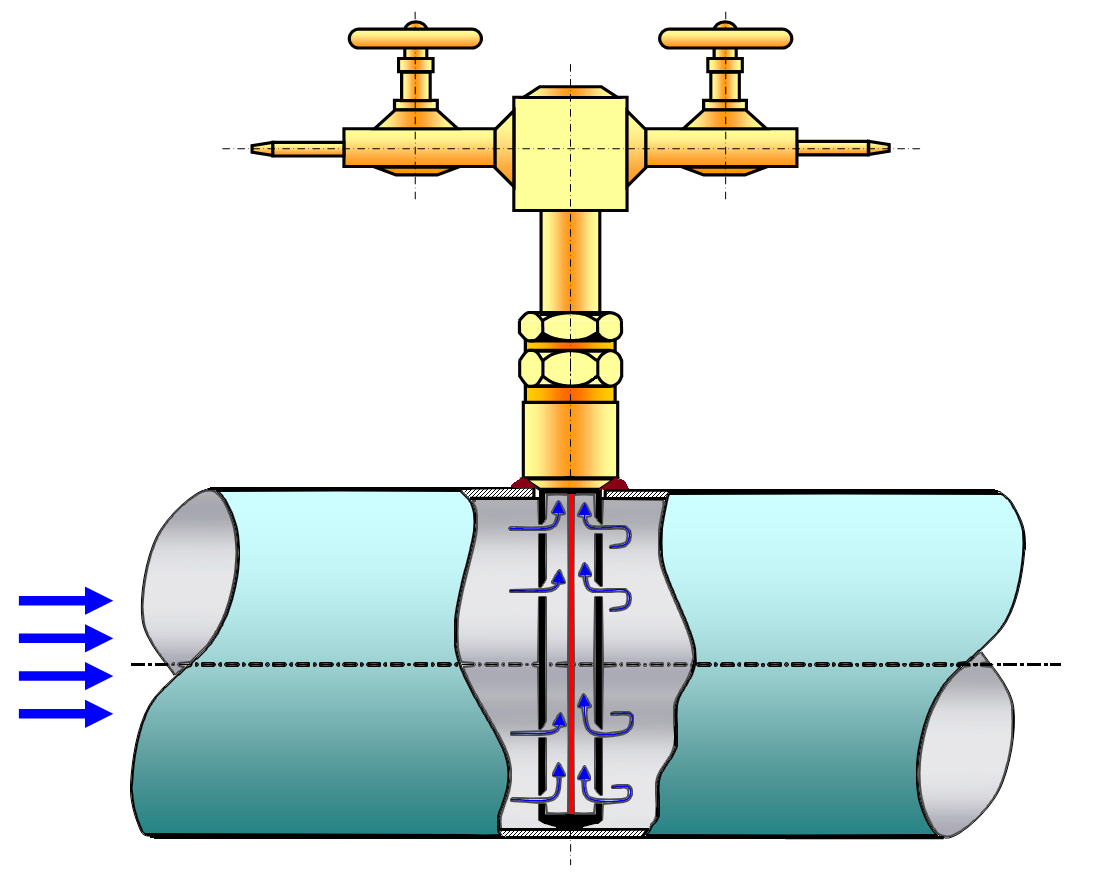
Débitmètre à cylindre pitotmètre à 4 paires de trous, méthode de Tchebychev.

Pour les mesures de vitesse des fluides dans les tuyaux et conduits, l’usage d’un tube combiné Pitot-statique est rendu difficile par la difficulté d’introduction de ce dispositif dans les conduits et par le fait que ses trous de captations des pressions peuvent facilement s’encrasser. Pour pallier ces problèmes ont été mis au point des dispositifs cylindrique (en porte-à-faux dans le conduit ou le traversant complètement), ces cylindres pouvant être facilement introduits et retiré dans les conduits à travers un presse-étoupe assurant l’étanchéité.
Lesdits cylindres peuvent être de section circulaire ou carrée et comporter un, deux, ou de multiples trous de captation (ce dernier cas permettant l’évaluation d’une vitesse moyenne dans le conduit, image ci-contre).
Tous ces dispositifs sont caractérisés par une constante permettant de passer de la mesure de la pression différentielle lue sur le manomètre à la vitesse moyenne réelle du fluide. Plusieurs définitions de cette constante coexistent, par exemple celle qui la prend comme le quotient de la vraie vitesse moyenne du fluide dans le conduit par la vitesse théorique {\displaystyle {\sqrt {\frac {2\Delta P}{\rho }}}} (où {\displaystyle \Delta P} est la différence de pression entre deux trous ou ensemble de trous et {\displaystyle \rho } la masse volumique du fluide s’écoulant dans le conduit).
Dans la pratique, la constante ainsi définie des manomètres à cylindre circulaire est souvent de l’ordre de 0,85 mais elle est donnée pour évoluer avec le temps de sorte que ces manomètres doivent être périodiquement étalonnés.
Certaines sociétés proposent des dispositifs à cylindres de section carrée présentés dans le courant selon leur diagonale. Une société propose des cylindres de section en forme de balle de colt dont les trous destinés à la captation des coefficients de pression {\displaystyle C_{p}} négatifs ne sont plus au culot mais sur les côtés de la section.

#### Pitotmètres en S (oubidirectionnelsouréversibles)

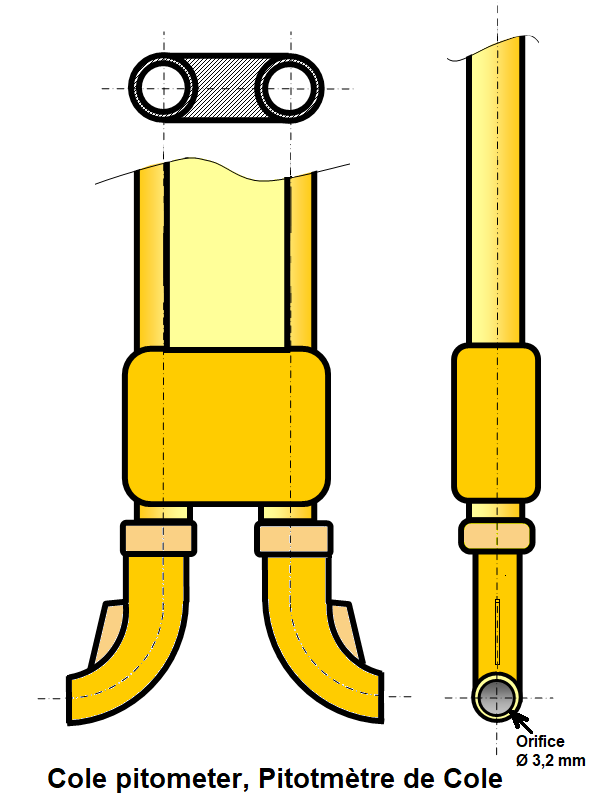
Pitotmètre de Cole, dit aussi "S pitometer" ou "pitomètre réversible".

En 1896, Edward S. Cole a conçu un pitometer (sans le t final de Pitot) qui est connu sous le nom de Cole pitometer (pitotmètre de Cole) ou pitotmètre réversible ou encore "S" pitot tube ou Staubscheibe Pitot tube (Staub signifiant poussière). Ce dispositif est constitué de deux tubes symétriques dont les orifices se présentent face ou dos à l’écoulement. La présentation de ce pitotmètre dans le courant peut, en principe, être inversée (d’où le nom de réversible) mais cette simple inversion des orifices impose fréquemment l’utilisation d’une constante différente du fait de légères dissymétries (qui produisent de grands effets). Ce pitotmètre S est réputé préférable lorsque les gaz sont saturés de produit condensables ou chargés de poussières (du fait du grand diamètre de ses deux orifices), mais il doit être aligné avec l’écoulement, ce qui impose de connaître la direction de cet écoulement.
La constante (sur la vitesse) de ces dispositifs, selon leurs caractéristiques géométriques, va de 0,8 ou 0,9.

#### Sondes directionnelles

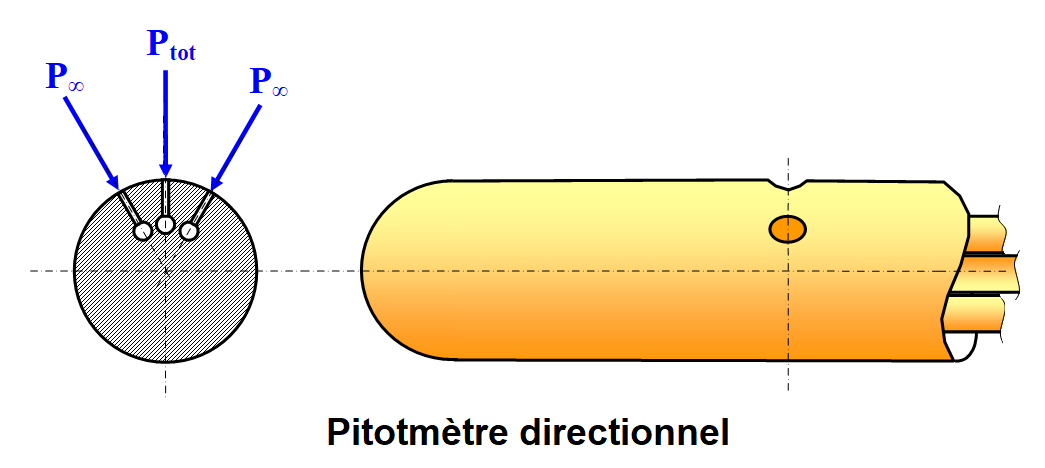
Sonde directionnelle, d'après un document ASME

Dans son principe, la sonde directionnelle (image ci-contre) tend à permettre la mesure de la vitesse d’un fluide dont on ne connaît pas la direction d’écoulement. À cet effet, trois trous de captation des pressions existent sur la face avant d’un cylindre (sur la même section droite circulaire), les deux trous extrêmes étant placés symétriquement à un angle précis (proche de 30°) du trou central. La distribution des pressions sur un cylindre infini dessinant un point de coefficient de pression {\displaystyle C_{P}} nul non loin de cet azimut 30°, on peut théoriquement y capter la Pression statique loin du corps {\displaystyle P_{infty}}. La méthode d’utilisation de cette sonde sera donc de l’introduire dans l’écoulement et de la faire tourner autour de son axe jusqu’à ce que la pression dans les deux trous latéraux soit la même (cette pression est alors égale à la pression statique de l'écoulement loin du corps.). La différence entre la pression captée au trou central (qui, en principe, est la Pression totale) et la pression d'un des trous latéraux donne la Pression dynamique. Dans la pratique, la mise en œuvre de cette méthode s’avère difficile.

#### Sondes de pression totale Kiel

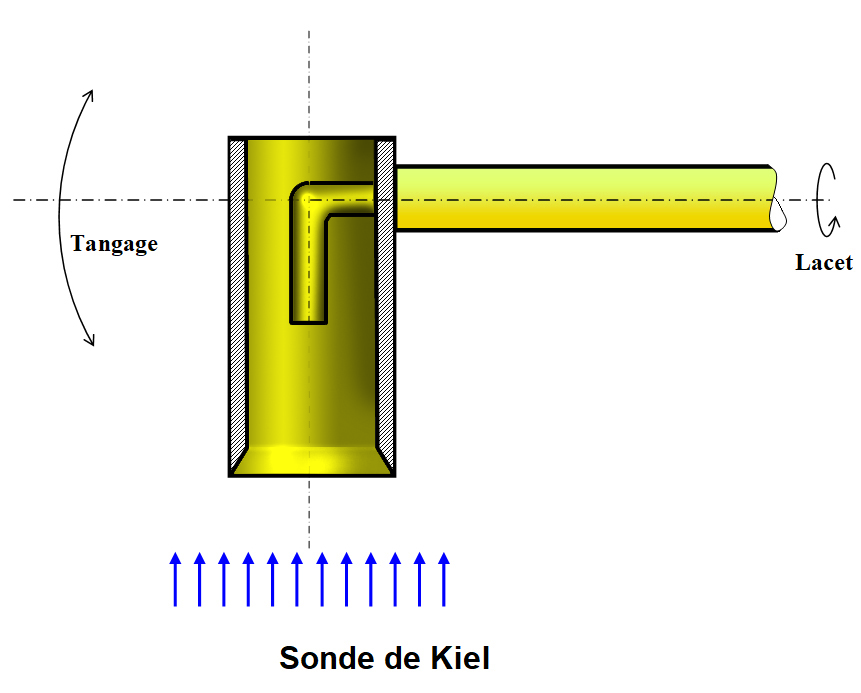
Sonde de pression totale Kiel.

En 1935, G. Kiel a développé une sonde de pression totale très peu sensible à son positionnement en lacet et tangage.

Une caractéristique remarquable de la sonde de Kiel est qu’elle est précise à 1 % près pour des angles de lacet et de tangage allant jusqu'à 40° dans une large plage de vitesse. Certains modèles plus récents de United Sensors (image ci-jointe) poussent ces qualités d’insensibilité jusqu’à 64° d’angles .

Il est important de noter que la sonde de Kiel ne mesure que la pression totale.

#### Solutions alternatives
- L'anémomètre Étévé, un indicateur de vitesse à palette expérimenté en 1911 par l'ingénieur français Albert Étévé sur un biplan Maurice Farman, et utilisé à bord des aéroplanes militaires avant l’apparition de l’anémomètre de Raoul Badin. Il mesure la vitesse par le recul élastique d'une petite palette placée sur une aile (voir l'image plus haut).
- Un tube « venturi » est utilisé à la place du tube Pitot sur des aéronefs lents (planeurs anciens[34], ULM). C'est un tube percé aux deux bouts, muni d'une partie plus étroite (le col) où l'air est accéléré par effet Venturi. La pression y est donc plus faible que la pression statique, la différence étant mesurée, comme pour le pitot, par un manomètre. Il faut l'étalonner, car la différence de pression dépend de la taille du col, de la forme du venturi et de la viscosité de l'air ; elle peut être bien supérieure à celle que fournit un tube de Pitot, ce qui est avantageux aux faibles vitesses, où la pression dynamique est faible donc difficilement mesurable[35].

- Un concept de sonde anémométrique et d'incidence breveté en 2018 par Polyvionics, une entreprise d'avionique de Paris, utilise une cavité sans orifice ni pièce en mouvement et analyse les oscillations auto-entretenues de l'air pour déterminer la vitesse et l'incidence de l'aéronef[36].

### Automobile

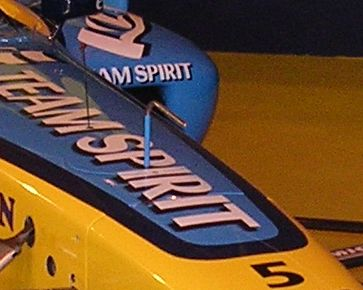
Véhicule de Formule 1 de modèle Renault R25, équipé d'un tube de Pitot.

Le tube de Pitot est utilisé dans l'automobile, dans les cas où la vitesse ne peut pas être déduite uniquement de la vitesse de rotation des pneus. Précision : la comparaison des deux mesures (tube de pitot et vitesse de rotation des roues) permet d'en déduire l'évolution dynamique de l'écrasement des pneus.

### Autres applications

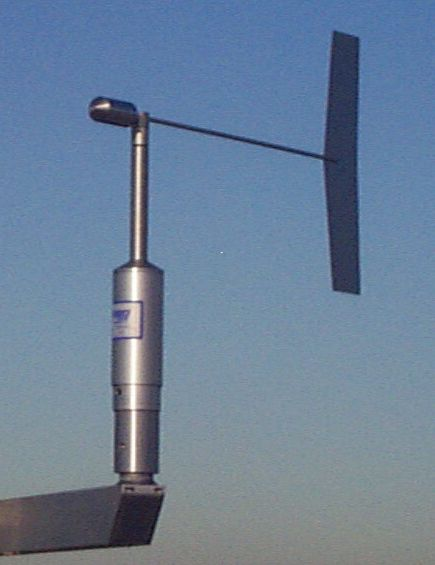
Anémomètre basé sur un tube de Pitot.

Le tube de Pitot peut être utilisé comme anémomètre, pour application à la météorologie. En effet, sa mesure est en réalité celle du vent relatif. Si le dispositif est fixe, il mesure alors la vitesse du vent. Le tube de Pitot présente en outre l'avantage d'être un système très robuste, comportant peu de pièces mécaniques en mouvement susceptibles d'être endommagées.
Le tube de pitot a deux formes, une forme en S et une forme en L. Son utilisation peut se faire également dans la vitesse d'effluent gazeux dans des cheminées industrielles par exemple.

## Erreurs de mesure et défauts de fonctionnement

### Tube de Pitot bouché
Lorsqu'un tube de Pitot (mesurant la pression totale) est bloqué, la mesure de vitesse du véhicule n'est plus possible. La conséquence immédiate d'un blocage du tube de Pitot bouché est une mesure erronée d'une vitesse en augmentation alors que par exemple un avion prend de l'altitude.
L'obstruction du tube de Pitot sur un avion est le plus souvent causée par l'eau, la glace ou les insectes. Pour la prévenir, les règlements de l'aviation prévoient une inspection du ou des tubes de Pitot préalable au vol. En outre, de nombreux dispositifs à tubes de Pitot sont équipés d'un système de dégivrage (ce dernier étant requis pour les appareils certifiés pour le vol aux instruments).
En raison des nombreux cas possibles de défaillance, les avions importants comportent souvent un système redondant de plusieurs sondes Pitot, généralement au moins 3. Ainsi, si l'une des sondes se met à donner des résultats trop différents des autres, alors on peut inférer qu'elle est défectueuse et ignorer ses indications. S'il n'y en avait que 2, on ne pourrait alors pas savoir laquelle est en panne, puisqu'une défaillance peut provoquer la lecture d'une vitesse supérieure ou inférieure suivant le cas. De plus, certains avions sont équipés d'une sonde Pitot rétractable supplémentaire, utilisable en cas de besoin.

### Prise de pression statique bouchée
Lorsque la prise de pression statique est bouchée, tous les instruments basés sur le système de Pitot sont affectés : l'altimètre reste à une valeur constante, la vitesse verticale reste nulle, la vitesse de l'appareil sera erronée, selon une erreur inverse au cas du tube de Pitot bouché : l'indication de vitesse semblera diminuer quand l'avion monte en altitude. Les appareils dont la cabine n'est pas pressurisée disposent souvent d'une sonde statique de secours qui peut être connectée depuis l'intérieur du cockpit.

### Défauts intrinsèques
Les sondes Pitot présentent des défauts intrinsèques :
Erreurs de densitéCes erreurs affectent les mesures de vitesse et d'altitude. Cette erreur est due aux variations de pression de l'atmosphère qui ne sont pas liées à l'altitude (météorologie).
Erreur de compressibilitéLes erreurs de compressibilité surviennent lorsque l'approximation du fluide incompressible ne peut plus être faite et que la formule calculant la vitesse ne s'applique plus. Cette erreur intrinsèque se produit notamment aux altitudes élevées, où la vitesse du son est inférieure à sa valeur au niveau de la mer. Ces erreurs deviennent significatives pour des altitudes supérieures à 10 000 pieds et pour des vitesses supérieures à 200 nœuds. Dans ces conditions, l'indicateur de vitesse rapporte une vitesse inférieure à la vitesse réelle de l'appareil.
Dans la pratique, des essais de la NACA sur un tube de Pitot hémisphéro-cylindrique indiquent que la mesure de la pression statique à des trous placés de 3 à 7 diamètres en arrière du point d'arrêt reste insensible à la vitesse jusqu’au Mach 0,6,.

HystérésisErreur due aux propriétés de la capsule anéroïde contenue dans l'instrument de mesure. Cet effet d'hystérésis peut être causé par un changement anormal dans l'inclinaison de l'appareil. Cette erreur se caractérise par une valeur momentanément fausse dans la mesure de l'inclinaison, puis lors du renversement d'hystérésis, dans la mesure d'altitude et la mesure de la vitesse verticale.
Erreur de positionCette erreur se présente lorsque la pression statique mesurée par le tube est différente de la pression atmosphérique réelle loin de l'appareil, notamment lorsque l'écoulement de l'air au point de mesure n'est pas égale à la vitesse réelle de l'appareil (voir plus haut le schéma donnant les six positions où cette condition est réalisée). Cela peut être causé par un ou plusieurs facteurs : l'angle d'attaque, poids de l'appareil, accélération... et, dans le cas des hélicoptères, à cause du flux d'air créé par le mouvement des pales. L'erreur de lecture peut être positive ou négative selon les facteurs en cause. Les erreurs de positions peuvent être une valeur fixe (qui ne dépend que du modèle de l'appareil et peut donc être calibrée) et les erreurs variables qui peuvent provenir de déformations mécaniques changeant localement l'écoulement de l'air, ou des situations de vol particulières.

### Accidents aériens dus à un problème de tube de Pitot
Si ces tubes sont encrassés par du givre, des débris, des insectes, une mesure incorrecte de vitesse est fournie aux pilotes et aux instruments de bord de l'avion. Une mesure erronée de vitesse sur des tubes de Pitot a été mise en cause dans plusieurs accidents aériens :
- Vol 6231 Northwest Orient Airlines (en) (décembre 1974, oubli de connexion du système de dégivrage du tube de Pitot[42]).
- avion de chasse expérimental Rockwell-MBB X-31 (19 janvier 1995, au nord de la Base d'Edwards, Californie).
- Vol 301 Birgenair (février 1996, suspicion de présence de nids d'insectes dans les tubes).
- Vol 603 AeroPerú (octobre 1996, obstruction des tubes à la suite d'une erreur humaine).
- Vol 2553 Austral Líneas Aéreas  (octobre 1997, givrage des tubes lors d'un passage dans un nuage).
- Chute d'un Mirage 2000 D le 8 janvier 2004. Lors d'un vol d'entraînement nocturne le gel de toutes les sondes de Pitot fait croire l'équipage à une perte de vitesse puis un décrochage. Le Mirage s'écrase dans une zone inhabitée de la commune de Mas-Saint-Chély, le pilote et le navigateur sont légèrement blessés lors de l'éjection[43],[44],[45].
- Vol 447 Air France (1er juin 2009 : l'obstruction des tubes du fait de la présence de glace est considérée comme une des causes de l'accident par le Bureau d'enquêtes et d'analyses pour la sécurité de l'aviation civile français[46]).
  - Une douzaine d'incidents impliquant les sondes de marque Thales auraient touché les A330 de la compagnie Northwest Airlines, le dernier datant du 23 juin 2009[47],[48].
  - La société Airbus a reconnu pas moins de 36 incidents d'obstruction possible de sondes Pitot par de la glace, sur des avions A330/A340, entre le 12 novembre 2003 et le 7 août 2009[49].
- Vol Saratov Airlines 703 (février 2018, déconnexion du système de chauffage des sondes Pitot sur un avion Antonov An-148) ; 71 victimes dont 6 membres d'équipage  [50],[51].